# Stanislaus Lourduswamy
Compléments
Stan Swamy est très engagé dans la défense des droits humains des aborigènes
Stanislaus Lourduswamy (connu sous le nom de Stan Swamy), né le 26 avril 1937 à Tiruchirappalli (Tamil Nadu, Inde britannique) et mort le 5 juillet 2021 à Bombay (Inde), est un prêtre jésuite indien. 
Très engagé socialement pour la défense des droits des populations indigènes du Chotanagpur, il est la personne la plus âgée à être accusée de terrorisme. 

## Biographie
Né le 26 avril 1937 à Tiruchirappalli en Inde du Sud, le jeune Stan entre dans la Compagnie de Jésus le 30 mai 1957. À la fin de sa formation spirituelle et académique, il est ordonné prêtre le 14 avril 1970. Bien qu'originaire du Tamil Nadu dans l’Inde du sud, le père Lourduswamy œuvre principalement dans le Chotanagpur, une région de l’Inde centrale où les populations indigènes sont très présentes. Durant ses études de sociologie aux Philippines – où il obtient un ‘Master in Sociology’ – il est engagé dans une série de protestations et de manifestations contre l’administration locale. Au cours de ses études et par d’autres contacts ultérieurs, il se lie d’amitié avec l’archevêque catholique brésilien Helder Camara dont l’engagement religieux et social auprès des pauvres a une grande influence sur lui. 
De 1975 à 1986, le père Lourduswamy est directeur de l’Indian Social Institute de Bangalore, un institut de recherche et action sociale dirigé par la Compagnie de Jésus. Il fait sa profession religieuse définitive comme jésuite le 22 avril 1981.  
Mais préférant l’engagement sur le terrain et le contact avec les pauvres, il retourne à Chaibasa dans le Jharkhand où il œuvre au service du JOHAR ('Jharkhandi Organisation for Human Rights'). Il y est très actif dans l’organisation de ‘panchayats’ villageois et autres groupes de prise de conscience parmi les indigènes (Ouraons, Mundas, Kharias) de la région, dans un contexte où l’ouverture de mines, la création de nouvelles villes, la construction de barrages leur aliènent leurs terres et forêts ancestrales et les contraignent à des migrations internes déshumanisantes. Il critique l’Église et son ordre religieux (les Jésuites), dont le vaste réseau scolaire – anglophone plutôt qu’en langue régionale – renforce le pouvoir des nantis.     
Vers 2005, le père Loursduswamy se déplace vers Ranchi la capitale de l’État de Jharkhand où il fonde Bagaicha, un centre pour la recherche et formation sociale. C’est là qu’il réside et y poursuit les mêmes activités au service des populations indigènes du Chotanagpur.  
Le 8 octobre 2020, il y est arrêté par la National Investigation Agency [NIA]. On l’accuse d’avoir eu un rôle dans les affrontements de Bhima Koregaon (en) en 2018 à Pune entre basses castes et hautes castes, et d’avoir des liens avec le Parti communiste-maoïste de l’Inde, ce qu’il dénie. En dépit de l'absence de preuves, il est depuis lors enfermé dans la prison de Taloja à Mumbai. Les Premiers ministres du Jharkhand, Hemant Soren et du Kerala Pinarayi Vijayan ont demandé que « justice soit rendue au père Stan Swamy ». Amnesty International considère que Stan Swamy, et d’autres ont été arrêtés « arbitrairement ».
Le 5 juillet 2021, il décède du COVID-19 et de la maladie de Parkinson à l'hôpital de la Sainte Famille à Bombay après y avoir été transféré de la prison de Taloja où il était détenu. Il avait dû attendre dix jours pour obtenir l’autorisation d’être évacué vers un hôpital. Le résultat des enquêtes révèle en 2023 que Stan Swamy fut victime d'intrusions sur son ordinateur par des hackers malicieux y ayant planté des preuves incriminantes contre le prêtre.